# Wikipédia em finlandês
A Wikipédia em finlandês (em finlandês:  Suomenkielinen Wikipedia) é a edição da Wikipédia em língua finlandesa. Pela contagem de artigos, é a 25ª maior Wikipedia com cerca de 546 mil artigos em fevereiro de 2023. A Wikipédia é a única enciclopédia em finlandês ainda atualizada.
Em 2013, a confiabilidade da Wikipédia finlandesa foi investigada pelo jornal Helsingin Sanomat. Os pesquisadores usaram especialistas para avaliar a qualidade de 134 artigos selecionados aleatoriamente e descobriram que 70% dos artigos obtiveram boa pontuação em precisão.